# Somewhere Between the Power Lines and Palm Trees
Somewhere Between the Power Lines and Palm Trees è il terzo album in studio del gruppo musicale statunitense Dogstar, pubblicato il 6 ottobre 2023.

## Descrizione
Somewhere Between the Power Lines and Palm Trees è il primo album realizzato dal gruppo realizzato dopo lo scioglimento avvenuto nel 2002 e in seguito alla reunion del 2022.
Il titolo e la copertina dell'album sono stati annunciati il 19 luglio 2023, in concomitanza dell'uscita del primo singolo, Everything Turns Around,  di cui è stato realizzato un videoclip pubblicato sul canale YouTube ufficiale del gruppo.
L'album è stato registrato presso i Kingsize Soundlabs di Los Angeles e pubblicato in formato LP e CD dall'etichetta discografica Dillon Street Records il 6 ottobre 2023. Dell'edizione in vinile del disco sono state distriuite tre versioni: una in vinile nero, un'edizione in tiratura limitata in vinile "rosso anguria" (in inglese watermellon) e un'edizione in tiratura limitata in vinile color "verde foglia" (in inglese green leaf). Tutte le edizioni, in CD e vinile, riportano come numero di catalogo DSTR001-1.

## Tracce
Testi e musiche di Bret Domrose, Keanu Reeves, Robert Mailhouse.
1. Blonde – 3:18
2. How The Story Ends – 3:14
3. Everything Turns Around – 3:00
4. Overhang – 3:59
5. Dillon St. – 3:38
6. Lily – 2:44
7. Lust – 2:34
8. Glimmer – 4:43
9. Sunrise – 3:20
10. Sleep – 3:54
11. Upside – 2:50
12. Breach – 2:44

Durata totale: 39:58

## Crediti

### Musicisti
- Bret Domrose – voce, chitarra
- Keanu Reeves – basso
- Robert Mailhouse – batteria, percussioni, cori su Breach, armonica a bocca su Dillon St.
- Dave Trumfio - chitarra su Blonde

### Personale tecnico
- Dave Trumfio - produzione discografica
- Ruddy Lee Cullers - ingegneria acustica